# Sobralia cataractarum
Sobralia cataractarum är en orkidéart som beskrevs av Frederico Carlos Hoehne. Sobralia cataractarum ingår i släktet Sobralia och familjen orkidéer. Inga underarter finns listade i Catalogue of Life.